# Star Force
Star Force (スターフォース?) è un videogioco arcade del 1984 sviluppato da Tehkan, anche noto come Mega Force nel mercato statunitense. Convertito per MSX e Nintendo Entertainment System e distribuito da Hudson Soft, il gioco è stato pubblicato da SEGA per SG-1000.